# Hylaeus bellicosus
Hylaeus bellicosus là một loài Hymenoptera trong họ Colletidae. Loài này được Cameron mô tả khoa học năm 1897.